# Porträtt av Jennie
Porträtt av Jennie är en amerikansk film från 1948 i regi av William Dieterle. Filmen tilldelades en Oscar för bästa specialeffekter.

## Handling
Konstnären Eben Adams blir besatt av en flicka han möter som heter Jennie. Tack vare mötet blomstrar Ebens kreativitet. Men frågan är om Jennie existerar på riktigt?

## Rollista
- Jennifer Jones - Jennie Appleton
- Joseph Cotten - Eben Adams
- Ethel Barrymore - Miss Spinney
- Lillian Gish - Mary
- Cecil Kellaway - Matthews
- David Wayne - Gus O'Toole
- Albert Sharpe - Moore
- Henry Hull - Eke
- Florence Bates - Mrs. Jekes, hyrestant
- Felix Bressart - Pete
- Clem Bevans - Cobb
- Maude Simmons - Clara
- Anne Francis - tonåring på konstgalleri (ej krediterad)
- Nancy Davis - tonåring på konstgalleri (ej krediterad)
- Nancy Olson - tonåring på konstgalleri (ej krediterad)